# Mehdi Eker
Mehmet Mehdi Eker né en 1956 à Bismil est un vétérinaire et homme politique turc d'origine kurde.

## Formation
Diplômé de la faculté de médecine vétérinaire de l'Université d'Ankara, fait son master sur l'économie agricole dans l'Université d'Aberdeen et fait son doctorat dans l'Institut de sciences de la santé de l'Université d'Ankara.

## Carrière professionnelle
Il est directeur du département des affaires vétérinaires de la municipalité de métropole d'Istanbul, directeur adjoint du développement et de la production agricole et puis directeur du contrôle et de la protection au ministère de l'agriculture et des affaires rurales, conseiller du ministre de l'agriculture et des affaires rurales.

## Carrière politique
Membre du parti de la justice et du développement (AKP), député de Diyarbakır (novembre 2002-juin 2015 et depuis juin 2018) et d'Istanbul. Ministre de l'agriculture et des affaires rurales (2005-2011) et ministre de l'agriculture, de l'alimentation et de l'élevage (2011-2015), vice-président du AKP (2015-2018)